# Кубок Еритреї з футболу
Кубок Еритреї з футболу — футбольне змагання, яке щорічно проводить Національна футбольна федерація Еритреї серед футбольних клубів Еритреї.

## Переможці
Примітка: У списку подано виключно відомі переможці.
- 2009: «Денден» (переміг у фіналі «Тесфу» з рахунком 2:1)[1]
- 2011: «Майтеманай»[2]
- 2013: «Майтеманай»[3]